# Nquma
Nquma is een geslacht van weekdieren uit de klasse van de Gastropoda (slakken).

## Soorten
- Nquma rousi (Sowerby III, 1886)
- Nquma scalpta Kilburn, 1988